# Cofradía del Santo Sepulcro y Santísimo Cristo del Consuelo (Valladolid)
La Cofradía del Santo Sepulcro y Santísimo Cristo del Consuelo es una de las 20 cofradías que existen actualmente en la Semana Santa de Valladolid.

## Historia

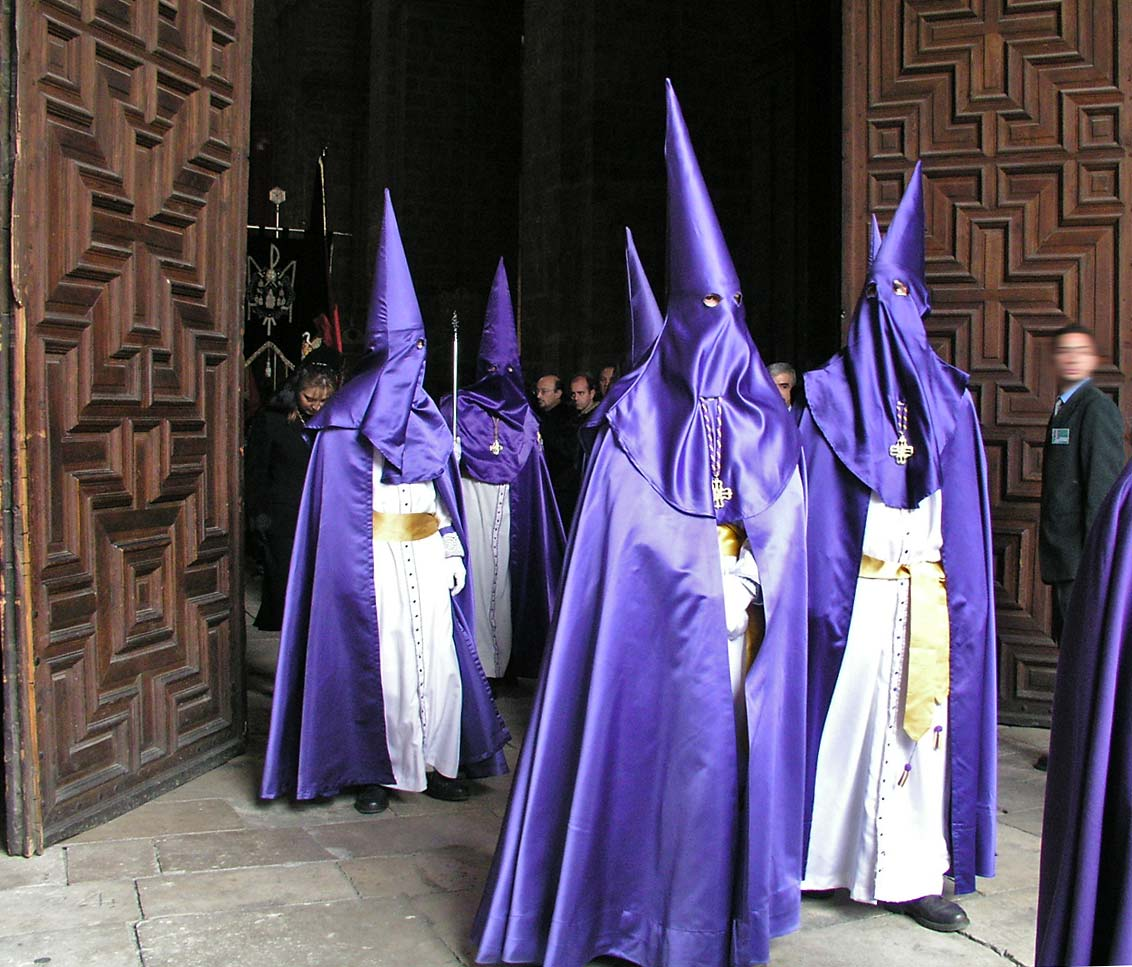
Cofrades del Santo Sepulcro.

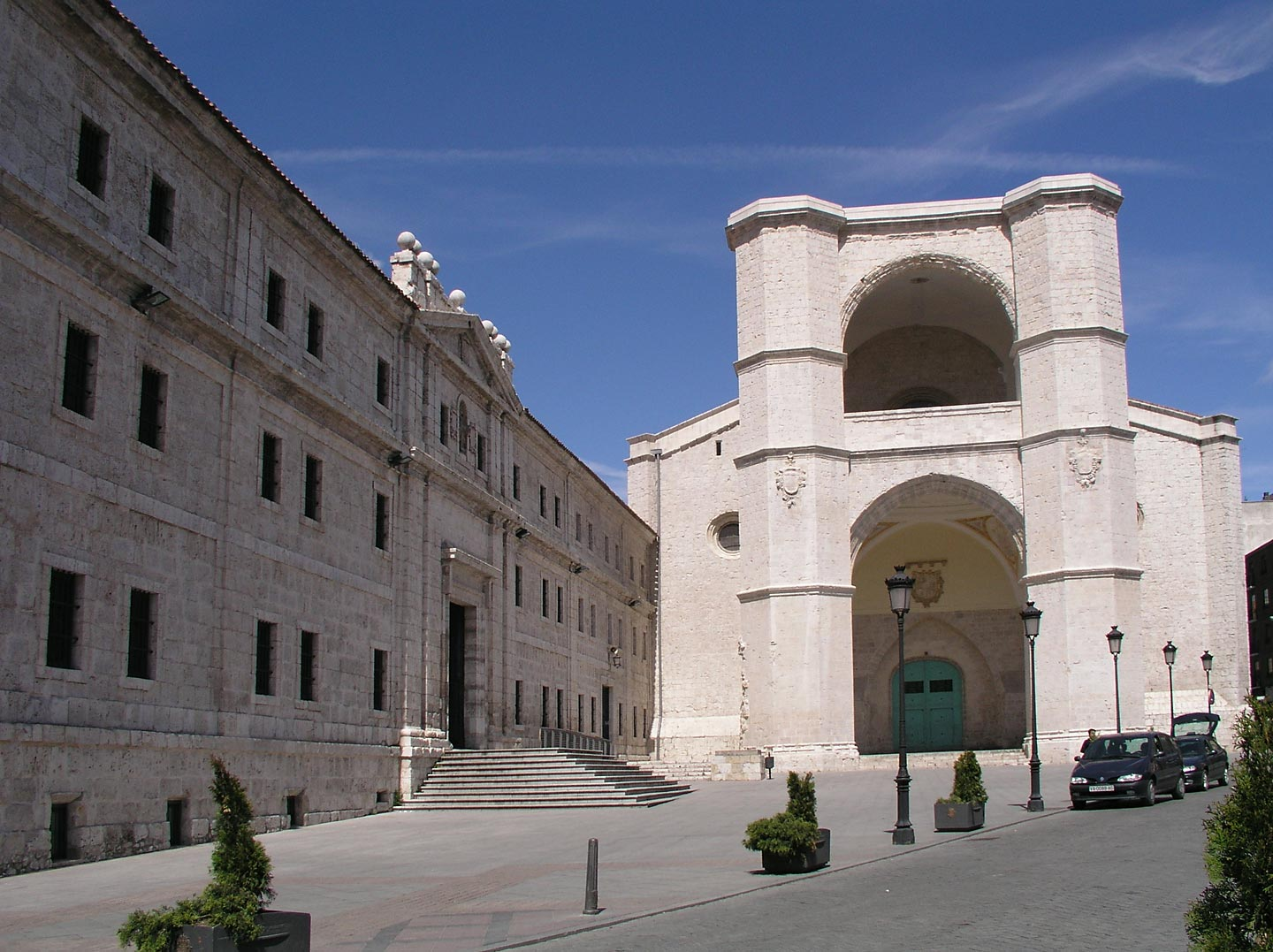
Iglesia de San Benito el Real.

La Cofradía del Santo Sepulcro tiene su origen en la Asociación Josefina, devotos de San José, fundada y dirigida por los Carmelitas Descalzos en 1897 y con sede en la Iglesia de San Benito el Real. En 1940 se crearon las ramas masculina y femenina y, poco después, la sección de jóvenes, de la que surgirá la Cofradía cuando el director de Juventud muestre su deseo de que intervengan en los desfiles procesionales, manifestándolo al Arzobispo Antonio García y García.
Erigida en diciembre de 1945, sus estatutos se aprobaron en febrero de 1946, teniendo por fines:

«Dar culto al Señor muerto por nosotros y sepultado durante tres días en el seno de la tierra, y por medio de este culto aumentar en sus miembros el Amor a la humanidad de Nuestro Señor Jesucristo, fuente perenne de santificación.»

Para ello, alumbraban en la Procesión General de Viernes Santo el paso de El Santo Sepulcro, depositado en el Museo Nacional de Escultura, y organizaban un triduo en los días previos a Semana Santa.
En los primeros años su situación económica no le permitió la adquisición de una carroza, por lo que las figuras del paso hubieron de montarse sobre una plataforma de camión, con escasos adornos. En 1953 se instaló la urna del Sepulcro en el pedestal actual. El 19 de abril de 1957 se bendijo la carroza actual, obra del escultor y cofrade Francisco Sánchez Medina, costeada por la Cofradía  realizada en madera de cedro, mármol y bronce.
En 1961 comenzó a participar en la Procesión del Encuentro de Jesús Resucitado con la Virgen de la Alegría en la mañana del Domingo de Resurrección portando una talla de la Virgen de las Candelas debida a Luis Fernández de la Vega y el Santo Sepulcro vacío. En 1997, la Virgen fue sustituida por la Virgen de la Alegría, obra de Miguel Ángel Tapia.
El Viernes Santo de 1962 los cofrades cambiaron sus hachones por cruces de dos metros de longitud por uno de envergadura alternados con cofrades porteadores de faroles. Esta idea fue desechada, desfilando sus miembros con hachón, si bien hoy pueden seguir viéndose buen número de cofrades desfilando con las cruces.
La Asociación Josefina daba culto desde 1941 al Santo Cristo del Consuelo, obra de Gregorio Fernández, que preside la Capilla de los Butrón. En 1949 quedó instituida la devoción llamada de los Treinta y tres Credos, venerando la muerte del Señor en Viernes Santo finalizando con Vía Crucis por el templo, Sermón de la Pasión del Señor y besapié a la imagen, colocada a tal efecto al pie del altar mayor. En 1980, la Cofradía comenzó a organizar en la medianoche del Miércoles Santo la Procesión de la Peregrinación del Consuelo, si bien, por el estado de conservación de la imagen, no les fue posible sacarla hasta 1995, debiendo desfilar con otras tallas cedidas, entre ellas una de Cristo crucificado de la Cofradía de Cristo Despojado conocida como Cristo de Leocricio, por ser obra de Leocricio Rodríguez de Monar (1949).
En 1994, consciente de la importancia devocional del Cristo del Consuelo, la cofradía cambió su denominación a Cofradía del Santo Sepulcro y del Santísimo Cristo del Consuelo.
En 2009 comenzó a realizar la Exposición y besapié al Cristo Yacente en Sábado Santo con una talla esculpida al efecto por Miguel Ángel Tapia y que durante todo el año se encuentra expuesta en el altar-urna de la Capilla de los Butrón.

## Imágenes

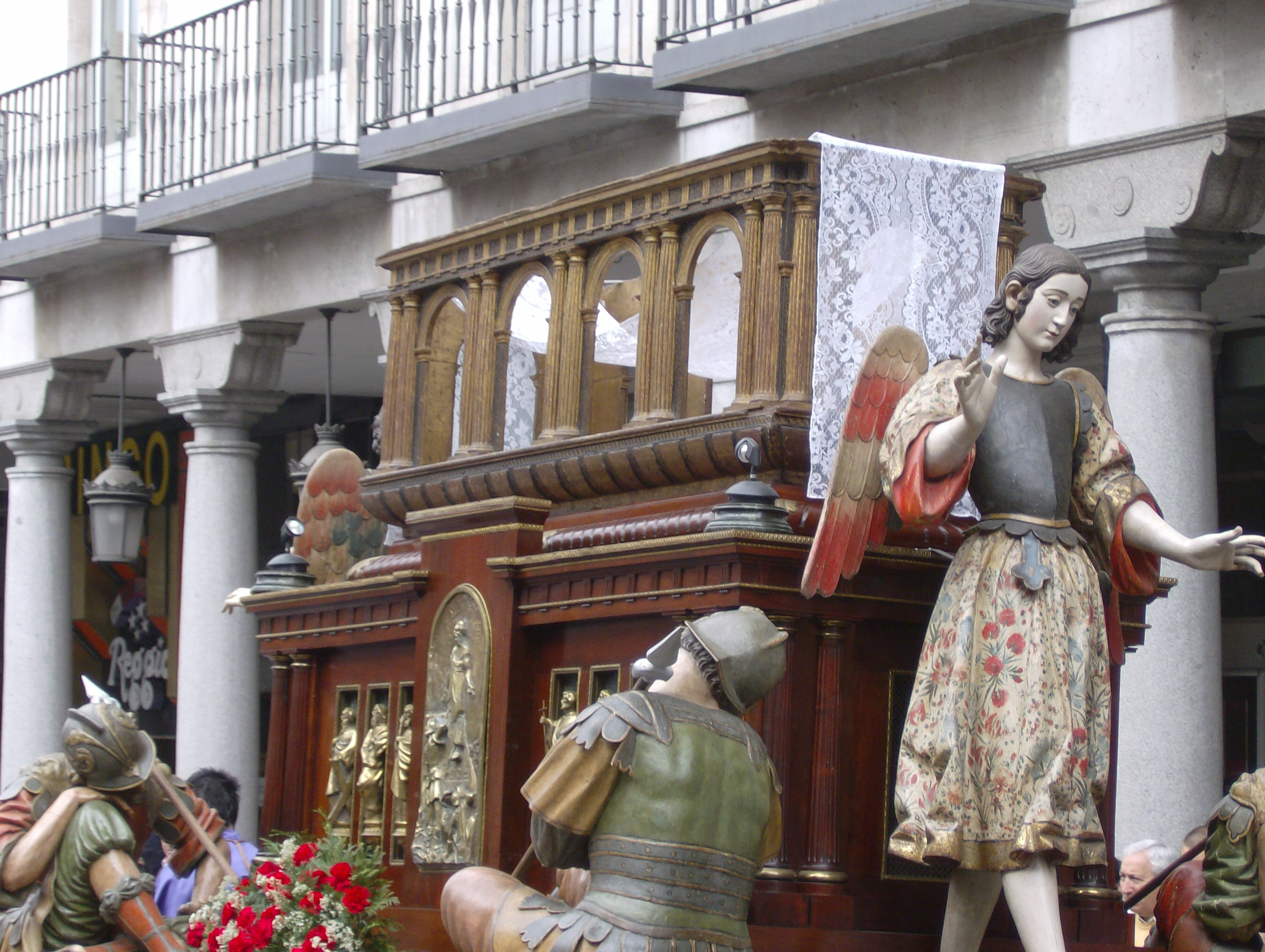
El Santo Sepulcro (vacío), en la mañana del Domingo de Resurrección.

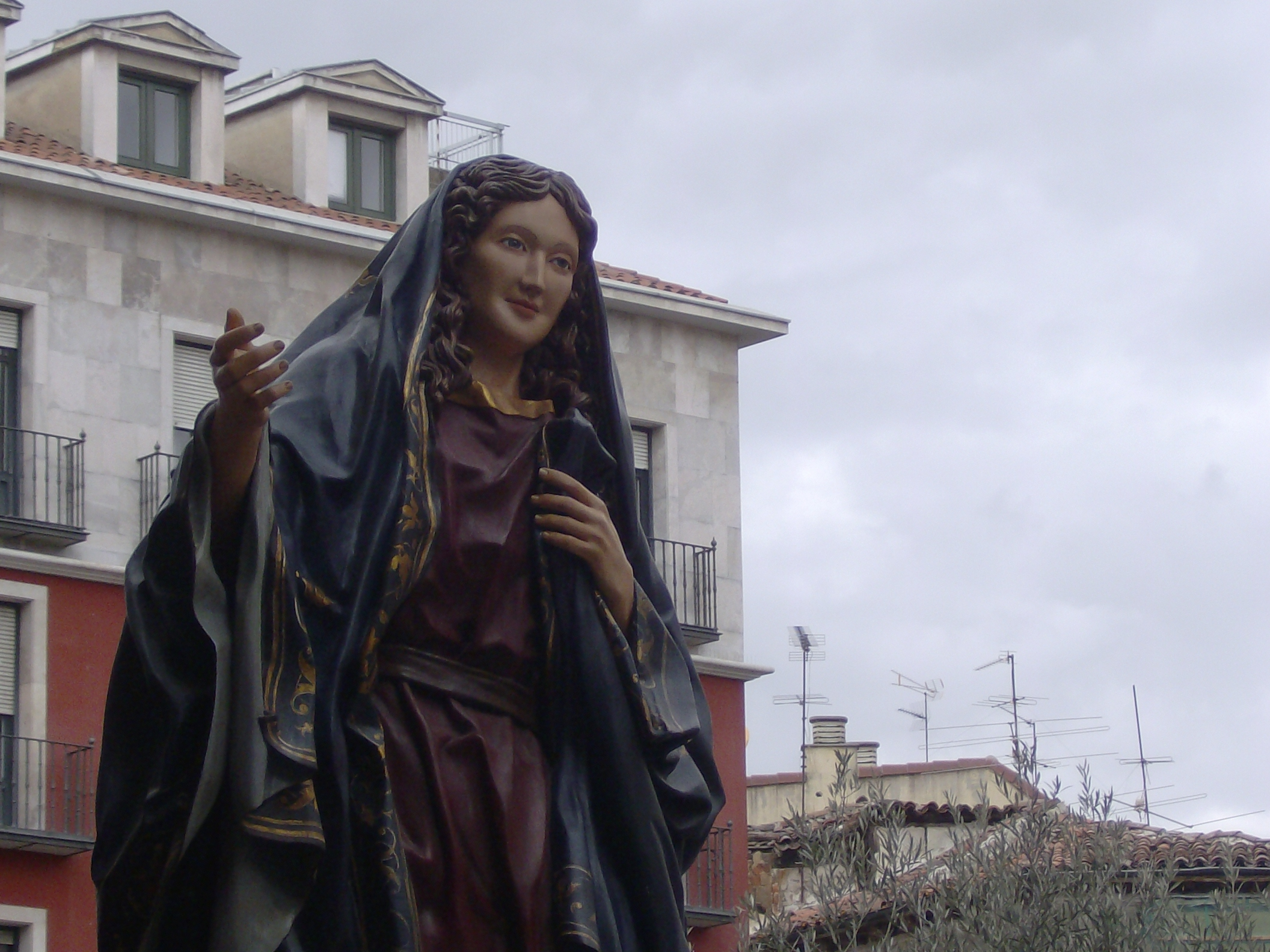
Virgen de la Alegría, en la mañana del Domingo de Resurrección.

- El Santo Sepulcro (Yacente y durmientes, Alonso de Rozas, h. 1674-1679; ángeles, José de Rozas, 1696; la urna es obra de Juan de Ávila, h. 1599). Fuera de Semana Santa, en el Museo Nacional de Escultura. Popularmente conocido como de Los durmientes, haciendo referencia a los cuatro soldados romanos que duermen mientras custodian el Sepulcro. Pertenecía a la Cofradía de las Angustias, de cuya iglesia procede y en cuyo coro estuvo, salvo los ángeles primitivos. Lo forman siete figuras: Cristo en la urna, cuatro soldados durmiendo que custodian el Sepulcro y dos ángeles a los lados de este. El Cristo, dentro de una hornacina sobre un pedestal a cuyos costados figuran altorrelieves de los doce apóstoles, es un intento de imitar el estilo de Gregorio Fernández, con escasa calidad, copiando el Cristo Yacente de las Angustias, que al principio formaba parte de este paso. Los ángeles son obra del hijo de Alonso, José, que los esculpió para sustituir a los originales de su padre, dañados a consecuencia de un hundimiento de la carroza. En 1871 el Cristo y los dos ángeles fueron depositados en la Capilla de la Soledad de la antigua iglesia de San Esteban, pasando más tarde al Museo Nacional de Escultura. Los ángeles fueron cambiados por otros dos de Gregorio Fernández de la iglesia de San Miguel en 1953, pero el tamaño y la voluminosidad de estos destacaban excesivamente sobre el conjunto, por lo que poco después se recuperaron los originales.

Los candelabros de bronce de veinticinco kilogramos de peso cada uno que van en la parte baja del sepulcro fueron adquiridos en 1963 y sustituyeron a otros más pequeños que actualmente van colocados en las cuatro esquinas del pedestal sobre el que va instalado el sepulcro.
- Santísimo Cristo del Consuelo (Gregorio Fernández, h. 1610). Cristo crucificado que preside la Capilla de los Butrón, antes Capilla de los Daza y que acogió al Santísimo Cristo de la Luz, también del mismo autor (en la actualidad en la Capilla del Palacio de Santa Cruz). Se trata de un crucificado de tamaño inferior al natural, sobrio y elegante.

- Nuestra Señora de la Alegría (Miguel Ángel Tapia, 1997). Encargada con motivo del cincuenta Aniversario de la Cofradía en 1995, empezó a desfilar dos años después sustituyendo a la talla de la Virgen de las Candelas de Luis Fernández de la Vega, cuya iconografía era menos apropiada para el Domingo de Resurrección. La talla actual, de rostro gozoso, es de tamaño algo mayor que el natural y va descalza con un pie adelantado, representando el momento en que ha visto el sepulcro vacío y sale al encuentro de su Hijo, echándose la mano izquierda hacia el corazón, como si intentara contener sus latidos. Con la mano derecha extendida, hace un saludo anticipado. Se venera junto al Cristo del Consuelo, en su capilla.

## Hábito
Su hábito consta de túnica blanca con mangas de encaje de raso morada con el escudo de la Asociación Josefina bordado en el antebrazo izquierdo, y cingulo amarillo con borla y capirote de raso morado.

## Salidas procesionales
- Procesión de la Peregrinación del Consuelo (Miércoles Santo, 24 h.). Se trata de una procesión íntima, que recorre las calles de la zona de San Miguel y en la que se reza el Vía Crucis portando a hombros el Cristo del Consuelo, en un silencio solo roto por dos tambores que van marcando el paso.

- Procesión General de la Sagrada Pasión del Redentor (Viernes Santo, 19:30 h.). La Cofradía desfila en penúltimo lugar con su paso titular.

- Procesión del Encuentro de Jesús Resucitado con la Virgen de la Alegría (Domingo de Resurrección, 10:30 h.). Acompañando la Virgen de la Alegría y al Santo Sepulcro vacío, la Cofradía se dirige a la Catedral a la Solemne Misa Pascual, tras la cual, junto con la Cofradía del Resucitado, van a la Plaza Mayor, donde se produce el Encuentro.

## Actos y cultos

### Cuaresma y Semana Santa
Todos los viernes de Cuaresma celebra misa y Vía Crucis a las ocho de la tarde.
El miércoles de la quinta semana de Cuaresma comienza el triduo al Santísimo Cristo del Consuelo, concluyendo el Viernes de Dolores. El primer día se procede a la imposición de medallas a los nuevos cofrades.
En la tarde de Jueves Santo celebra la Misa de la Cena del Señor, y por la noche, la Meditación ante el Santísimo.
A primera hora de la mañana de Viernes Santo celebra un Vía Crucis. A primera hora de la tarde realiza un Acto penitencial ante el Cristo del Consuelo y los Oficios.
En la mañana del Sábado Santo realiza el Vía Crucis mariano y la exposición y besapié al Cristo Yacente, que es trasladado al altar-urna de la Capilla de los Butrón al final de la mañana. Por la noche, celebra la Misa Pascual.
El Lunes, Martes y miércoles de Pascua celebra el Triduo en honor a la Virgen de la Alegría.

### Resto del año
Además de la misa dominical de la Cofradía, celebrada a mediodía, realiza una misa en honor a su patrón, San José, el 1 de mayo; una Misa de difuntos el segundo domingo de noviembre y organiza la Misa de la familia el domingo posterior a Navidad.

## Anécdotas
En la Procesión General de Viernes Santo de 1947, a la altura de la calle Duque de la Victoria, habiendo realizado el cortejo gran parte de su recorrido, una de las ruedas del paso se agarrotó de tal forma que tuvo que ser sacado del cortejo procesional sin poder continuar su marcha, siendo trasladado con muchísimo trabajo a la iglesia de San Benito. Ha sido el único año en que la Cofradía con su paso titular no ha acompañado a la de Nuestra Señora de las Angustias al canto de la Salve a su imagen titular, con el que finaliza la Procesión.
En la Procesión General de Viernes Santo de 1949, por iniciativa de un cofrade, que copió el sistema de alumbrado de una Cofradía malagueña, se conectaron todos los hachones entre sí alimentándose de las baterías de la carroza. Llegada la hora de la procesión, y ante el gran número de cofrades que acudieron, hubo que hacer nuevas conexiones precipitadamente, lo que estropeó la idea de conjunto. Por este sistema, empleado solamente aquel año, a los cofrades del Santo Sepulcro se les llamó los enchufados.
- Datos: Q5776413